# The Right Touch
The Right Touch è un album di Duke Pearson, pubblicato dalla Blue Note Records nel gennaio del 1968. Il disco fu registrato il 13 settembre 1967 al Van Gelder Studio di Englewood Cliffs, New Jersey (Stati Uniti).

## Tracce
Brani composti da Duke Pearson
Lato A
1. Chili Peppers – 7:03
2. Make It Good – 6:35
3. My Love Waits (O meu amor espera) – 5:55

Lato B
1. Los malos hombres – 6:30
2. Scrap Iron – 5:20
3. Rotary – 6:13

Edizione CD del 2007, pubblicato dalla Blue Note Records
Brani composti da Duke Pearson
1. Chili Peppers – 6:56
2. Make It Good – 6:38
3. My Love Waits – 5:55
4. Los malos hombres – 6:35
5. Scrap Iron – 5:24
6. Rotary – 6:17
7. Los malos hombres – 5:04 – Bonus Track - Alternate Take

## Musicisti
- Duke Pearson - pianoforte, arrangiamenti
- Stanley Turrentine - sassofono tenore
- James Spaulding - sassofono alto
- Jerry Dodgion - sassofono alto, flauto
- Freddie Hubbard - tromba
- Garnett Brown - trombone
- Gene Taylor - contrabbasso
- Grady Tate - batteria[5]